# NRJ 6
NRJ 6 était un magazine musical quotidien produit par NRJ et diffusé en semaine de 19h00 à 19h40 et le dimanche de 19h00 à 20h00 du 1er mars 1986 au 28 février 1987. L'émission était animée par Frédéric Derieux, Cookie, Smicky, Dominique Duforest et Mademoiselle C.

## Concept
Ce magazine musical quotidien permettait à NRJ, première radio musicale pour les jeunes, de s’offrir une vitrine sur la première chaîne musicale française, TV6, dont elle était actionnaire. L’émission diffusait en exclusivité les nouveaux clips du moment et proposait le hit-parade de NRJ. 

## Animateurs
NRJ 6 était présentée par les voix de la radio éponyme : Frédéric Derieux (ancien animateur des nocturnes), Cookie (animateur des matinales), Smicky (animateur et voix antenne de NRJ), Dominique Duforest, l'interviewer des stars et Mademoiselle C.

## Production
L'émission, produite par Jean-Paul Baudecroux et NRJ Télévision, était tournée, d'abord dans les studios Captain Video de David Niles, puis dans les studios de la société de production de Robert Hersant, TVES, au 241 boulevard Pereire dans le 17e arrondissement de Paris, qui deviendra le siège de La Cinq en 1987.